# Jean-Baptiste Lebas

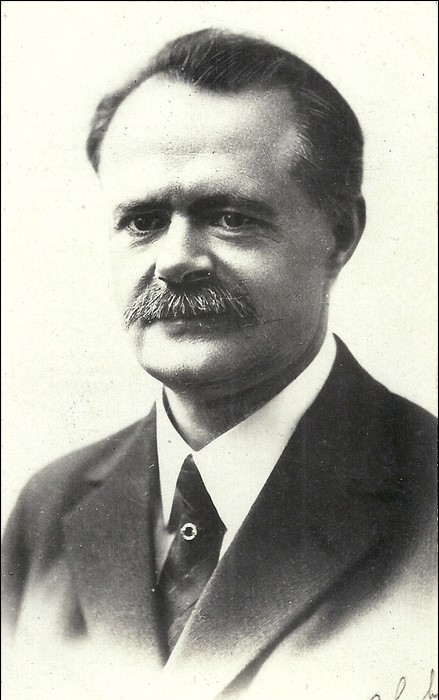
Jean-Baptiste Lebas

Jean-Baptiste Lebas (* 24. Oktober 1878 in Roubaix; † März 1944 im Zuchthaus Sonnenburg), auch Jean Lebas, war ein französischer sozialistischer Politiker und Mitglied der Résistance im Zweiten Weltkrieg.

## Leben

### Erste politische Schritte
Lebas ist der Sohn von Félicité Delattre und Jean-Hippolyte Lebas. Er wuchs in einer politisch linksgerichteten Arbeiterfamilie auf. Sein Vater war während des Zweiten Kaiserreiches zunächst überzeugter Republikaner. Er trat später der Französischen Arbeiterpartei (französisch Parti ouvrier français, POF) unter Jules Guesde bei.
Lebas schloss sich früh dem Sozialismus an und trat mit 18 Jahren dem POF bei. Nach dem Zusammenschluss der sozialistischen Parteien Frankreichs und der Gründung der Französischen Sektion der Arbeiter-Internationale (französisch Section française de l’internationale ouvrière, SFIO) im Jahr 1906 wurde er stellvertretender Sekretär des SFIO-Verbandes des Départements Nord. 1908 wurde er zum Gemeinderat ernannt und 1910 zum Generalrat.

### Bürgermeister von Roubaix
Die SFIO hatte die Kommunalwahlen zugunsten des Industriellen Eugène Motte aufgrund der angeblich schlechten Leistung seines Vorgängers verloren. Sie stellte bei den Wahlen im Jahre 1912 daher Jean-Baptiste Lebas auf, der für seine äußerste Härte bekannt war. Lebas wurde zum Bürgermeister gewählt.
Nach dem Ausbruch des Ersten Weltkrieges wurde Roubaix am 14. Oktober 1914 von deutschen Truppen besetzt. Lebas wurde 1915 von der Militärverwaltung der Stadt verhaftet, da er sich weigerte, die Liste aller 18-jährigen Einwohner herauszugeben, damit diese zur Zwangsarbeit nach Deutschland geschickt werden konnten. Sein Amt wurde kommissarisch von seinem Stellvertreter Henri Therin übernommen.
Lebas wurde in die Festung Rastatt gebracht, bis er im Januar 1916 aus gesundheitlichen Gründen aus der Haft entlassen und in den nicht besetzten Gebieten Frankreichs freigelassen wurde. Er wurde daraufhin im Oktober für seine Tapferkeit zum Ritter der französischen Ehrenlegion ernannt.

## Sozialistische Führungsfigur und Minister des Front populaire

### Kommunaler Sozialismus und Parteipolitik
Seit 1916 stieg er in die Politik auf nationaler Ebene ein und wurde Mitglied der permanenten Verwaltungskommission (französisch Commission administrative permanente, CAP; exekutives Organ der SFIO bis 1944) und ab 1919 Abgeordneter.
Lebas übernahm das Amt des Bürgermeisters von Roubaix nach dem Ende des Ersten Weltkrieges erneut am 21. Oktober 1918 und setzte seine Vorstellungen eines kommunalen Sozialismus durch. Er ließ neue Schulgebäude errichten: 1920 eine Schulkolonie und 1921 eine Freiluftschule. Um den grassierenden Krankheiten in den Arbeiterfamilien beizukommen, richtete er eine Ambulanz für Tuberkulosekranke ein sowie ein Kurzentrum. Außerdem förderte er Impfungen und die ärztliche Untersuchung von Schulkindern.
Lebas war der erste Bürgermeister der Stadt, der günstige Wohnsiedlungen für Arbeiter (französisch Habitations à bon marché, HBM) errichten ließ – noch vor der Gesetzesinitiative von Louis Loucheur im Jahre 1928. Von 1923 bis 1929 wurden 775 Unterkünfte gebaut. Außerdem gründete Lebas 1921 einen Gemeindefonds für Arbeitslose und ließ den Parc des Sports und das Schwimmbad der Stadt (beherbergt seit 2001 das Musée d’Art et d’Industrie) ausbauen.
Trotz der hohen Ausgaben verlor der gelernte Buchhalter jedoch nicht die Finanzen der Gemeinde aus den Augen. Ihm lag besonders daran zu zeigen, dass die Sozialisten die Stadt ebenso gut führen und verwalten können wie die konservative Rechte oder die Radikale Partei.
Während des Kongresses in Tours im Dezember 1920 stellte sich Lebas hartnäckig gegen die Parteigänger der Kommunistischen Internationale und stellte dem Kommunismus einen demokratischen Sozialismus entgegen. Er unterstützte zwar die Revolution der Arbeiterschaft, drängte jedoch darauf, konkrete Reformen nicht aus dem Blick zu verlieren. Von diesem Punkt an war Lebas ein Gegner des Kommunismus und legte seine Kritik in den Schriften Sur l’ordre de Moscou. Comment les communistes ont brisé l’unité (1922) und Critique socialiste du parti communiste (1929) aus. 
Als auf lokaler und nationaler Ebene gewählte Führungsperson des stärksten Verbandes der Partei nahm er aktiv am Wiederaufbau der SFIO teil, der nur durch eine Spaltung der Partei erreicht werden konnte. Er stellte sich gegen den autoritären und opportunistischen Neosozialismus, der vor allem von Marcel Déat vertreten wurde.

### Parlamentarische Arbeit
Jean-Baptiste Lebas sprach sich nicht prinzipiell gegen eine Regierungskoalition zwischen der SFIO und der Radikalen Partei aus, er war jedoch davon überzeugt, dass diese Koalition von der SFIO geführt werden müsse. Daher sprach er sich – wie auch Léon Blum – 1924 für eine Unterstützung der Regierung Édouard Herriot aus, ohne jedoch an dieser teilzunehmen.
Lebas konzentrierte sein politisches Engagement bis 1936 weiter auf parlamentarischer Ebene. Er schlug am 21. Mai 1920 die Verstaatlichung der Eisenbahnlinien und am 28. Oktober 1921 die Einführung eines Mindestlohns vor. Beide Ideen fanden jedoch in der von Konservativen dominierten Kammer keine Mehrheit.
1926 trat er dem Obersten Arbeitsrat (französisch Conseil supérieur du travail) bei und berichtete dort über alle internationalen Abkommen zur Reglementierung der Arbeit. Dazu gehörte das Washingtoner Abkommen zur Frauen- und Kinderarbeit sowie zur Arbeitslosigkeit oder das Genfer Abkommen zum Schutz der Seeleute, Gastarbeiter und zur wöchentlichen Ruhezeit.
Im Wahlkampf von 1932 unterstützte er die Durchsetzung von Notmaßnahmen zur Bewältigung der wirtschaftlichen und sozialen Notlage des Landes infolge der Weltwirtschaftskrise. Dazu gehörten die staatliche Unterstützung von Arbeitslosen, die Verringerung der wöchentlichen Arbeitszeit auf 40 Stunden und die Erweiterung der Gesetze zur Sozialversicherung (zur Abstimmung im Jahr 1930). 1936 schlug er die Einführung des bezahlten Urlaubs, die Gründung eines Amtes für Getreide und eines Amtes für Kunstdünger sowie – wie viele Kandidaten des Front populaire – die Verstaatlichung der Rüstungsindustrie vor.

### Regierungsarbeit
Premierminister Léon Blum machte Jean-Baptiste zu seinem Arbeitsminister. Ihm fiel dadurch die schwierige Aufgabe zu, die Beschlüsse des Sozialplans des Front populaire gesetzlich umzusetzen. Es gelang ihm jedoch innerhalb weniger Wochen im Sommer 1936 die Grundforderungen durchzusetzen: 40-Stunden-Woche, bezahlter Urlaub, Einführung der allgemeinen Sozialversicherung, der Tarifverträge (conventions collectives), sowie die Lösung von Arbeitskonflikten durch Schiedsgerichte.
Nach der Ablösung der Regierung unter Léon Blum durch Camille Chautemps wurde Lebas in dessen Kabinett von Juni 1937 bis Januar 1938 als Minister für Post und Telekommunikation (französisch Postes, télégraphes et téléphones, PTT) eingesetzt. Nach der erneuten, jedoch kurzzeitigen Regierungsübernahme Blums (März bis April 1938) behielt er dieses Amt. Er setzte sich in dieser Funktion für die Weiterentwicklung des Radios ein und interessierte sich für dessen Verbindung mit dem Theater.

## Résistance
Im Juni 1940 floh Jean-Baptiste Lebas zunächst wie zahlreiche Franzosen vor den heranrückenden deutschen Truppen nach Süden. Wieder übernahm sein erster Stellvertreter, diesmal Fleuris Vanherpe, das Amt des Bürgermeisters kommissarisch, bis Fleuris verhaftet und deportiert wurde. An der Sitzung der Nationalversammlung am 10. Juli 1940, auf der die erweiterten Vollmachten für Marschall Pétain beschlossen wurden, die das Ende der Dritten Republik bedeuteten, nahm Lebas nicht teil.
Lebas kehrte jedoch bald in seine Heimatstadt Roubaix zurück, nachdem er durch das Vichy-Regime seiner Ämter enthoben worden war. In einer Broschüre mit dem Titel Le socialisme continue ! rief er im August 1940 zum Widerstand gegen die Besatzungstruppen auf. Gegen Ende des Sommers gründete er eine Résistance-Gruppe namens L’Homme libre (Der freie Mensch) im besetzten Frankreich. Die Gruppe veröffentlichte eine Zeitung, zunächst unter demselben Namen, anschließend unter dem Titel La IVe République (Die Vierte Republik). 300 sozialistische Aktivisten schlossen sich dem Bürgermeister von Roubaix an. Laut der Oktoberausgabe des Jahres 1940 des Homme libre sei „der Wiederaufbau der sozialistischen Partei nicht nötig, da die sozialistische Partei niemals aufgelöst wurde“.
Im Januar 1941 dehnte die Zeitung der Résistance-Gruppe ihr Veröffentlichungsgebiet auf Lille und Douai aus. Im selben Monat gründete Lebas, wie Daniel Mayer drei Monate später, ein Comité d’action socialiste (CAS), unter dem die sozialistischen Résistance-Mitglieder vereint werden sollten. Das Komitee schloss sich dem CAS der Besetzten Zone (französisch zone occupée) an, das kurz zuvor gegründet worden war. Aufgrund seiner Erfahrungen im Untergrund während des Ersten Weltkriegs und seiner Mitgliederstärke entwickelte sich die Widerstandsgruppe unter der Führung Lebas’ zu einer der wichtigsten im Département Nord.
Am 21. Mai 1941 wurde Lebas zusammen mit einem seiner Söhne und seiner Nichte, die ebenfalls dem Widerstand angehörten, von den Feldgendarmen verhaftet. Von 1941 bis 1942 wurden sie von einem Gefängnis ins andere verlegt, zunächst in Frankreich und schließlich nach Berlin. Nach einer vierstündigen Befragung am 21. April 1942 wurde Lebas zu drei Jahren Zwangsarbeit verurteilt und ins Zuchthaus Sonnenburg verlegt. Zwei Jahre lang arbeitete er elfeinhalb Stunden täglich in einer Fabrik zur Herstellung von Seilen und Schnüren. Sein genaues Todesdatum ist nicht bekannt, wahrscheinlich verstarb Lebas im März 1944. Es ist ebenfalls unklar, ob er infolge der Arbeits- und Lebensbedingungen starb oder exekutiert wurde.

## In memoriam

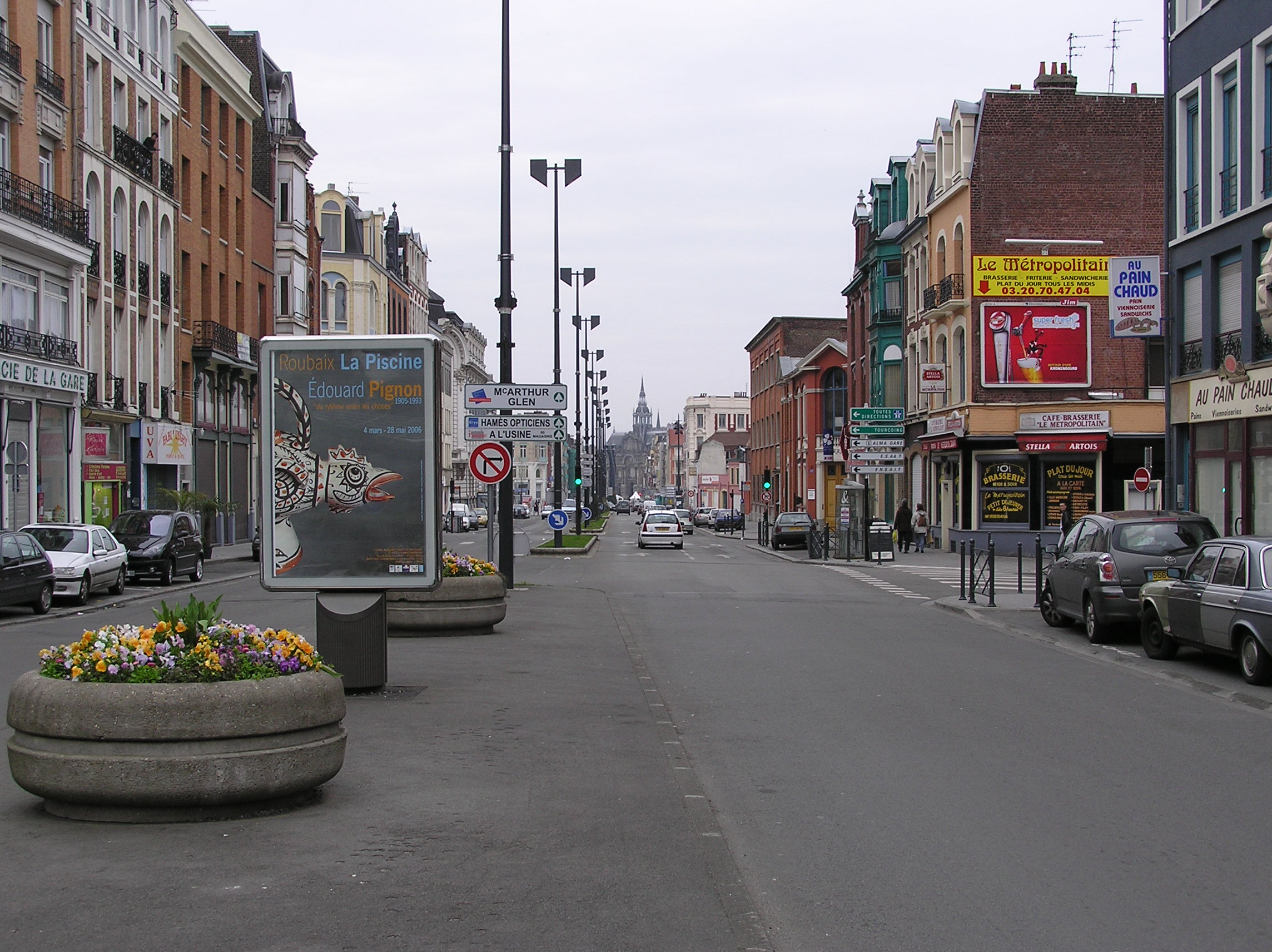
Die Avenue Jean-Lebas in Roubaix

Sein Leichnam wurde im August 1951 zurück nach Frankreich übergeführt und auf dem Friedhof von Roubaix beigesetzt. 1949 wurde ein Denkmal zu seinem Gedenken in Roubaix errichtet. Außerdem gab die französische Post in der Serie Héros de la Résistance 1957 eine Sonderbriefmarke zu Ehren Lebas’ heraus.
In Roubaix ist eine der wichtigsten Verkehrsachsen (die Verbindung zwischen Rathaus und Bahnhof), die Avenue Jean-Lebas, sowie eine Schule, das Collège Jean-Baptiste Lebas, nach ihm benannt.
In zahlreichen Kommunen des Departements Nord gibt es Straßen, die seinen Namen tragen, unter anderem in Seclin, Wavrin, Villeneuve-d’Ascq, Lys-lez-Lannoy, Gravelines und Ostricourt. Auch in der Stadt Laon erinnert die Rue Jean-Baptiste Lebas an den Politiker und Widerstandskämpfer. Die Stadt Lille benannte einen Park nach ihm.